# St. Georgen bei Obernberg am Inn
St. Georgen bei Obernberg am Inn est une commune autrichienne du district de Ried en Haute-Autriche.